# Polia (állatnem)
A Polia a rovarok (Insecta) osztályának a lepkék (Lepidoptera) rendjébe, ezen belül a bagolylepkefélék (Noctuidae) családjába tartozó nem.

## Rendszerezés
A nembe az alábbi 36 faj tartozik (meglehet, hogy a lista hiányos):
- Polia adustaeoides Draeseke, 1928
- Polia albomixta Draudt, 1950
- Polia altaica (Lederer, 1853)
- Polia atrax Draudt, 1950
- palaszürke bagoly (Polia bombycina) (Hufnagel, 1766)
- Polia cherrug Rakosy & Wieser, 1997
- Polia conspicua (A. Bang-Haas 1912)
- Polia culta (Moore, 1881)
- Polia discalis (Grote, 1877)
- Polia enodata (Bang-Haas, 1912)
- Polia goliath (Oberthür, 1880)
- Polia griseifusa Draudt, 1950
- Polia hepatica (Clerck, 1759)
- Polia ignorata (Hreblay, 1996)
- Polia imbrifera (Guenée, 1852)
- Polia kalikotei (Varga, 1992)
- Polia lamuta (Hertz, 1903)
- Polia malchani (Draudt, 1934)
- Polia mortua (Staudinger, 1888)
- ködfoltos bagoly (Polia nebulosa) (Hufnagel, 1766)
- Polia nimbosa (Guenée, 1852)
- Polia nugatis (Smith, 1898)
- Polia piniae Buckett & Bauer, [1967]
- Polia praecipua (Staudinger, 1898)
- Polia propodea McCabe, 1980
- Polia purpurissata (Grote, 1864)
- Polia richardsoni (Curtis, 1835)
- Polia rogenhoferi (Möschler, 1870)
- Polia scotochlora Kollar, 1844
- Polia serratilinea Ochsenheimer, 1816
- Polia similissima Plante, 1982
- Polia sublimis (Draudt, 1950)
- Polia subviolacea (Leech, 1900)
- Polia tiefi Püngeler, 1914
- Polia vespertilio (Draudt, 1934)
- Polia vesperugo Eversmann, 1856

## Képek

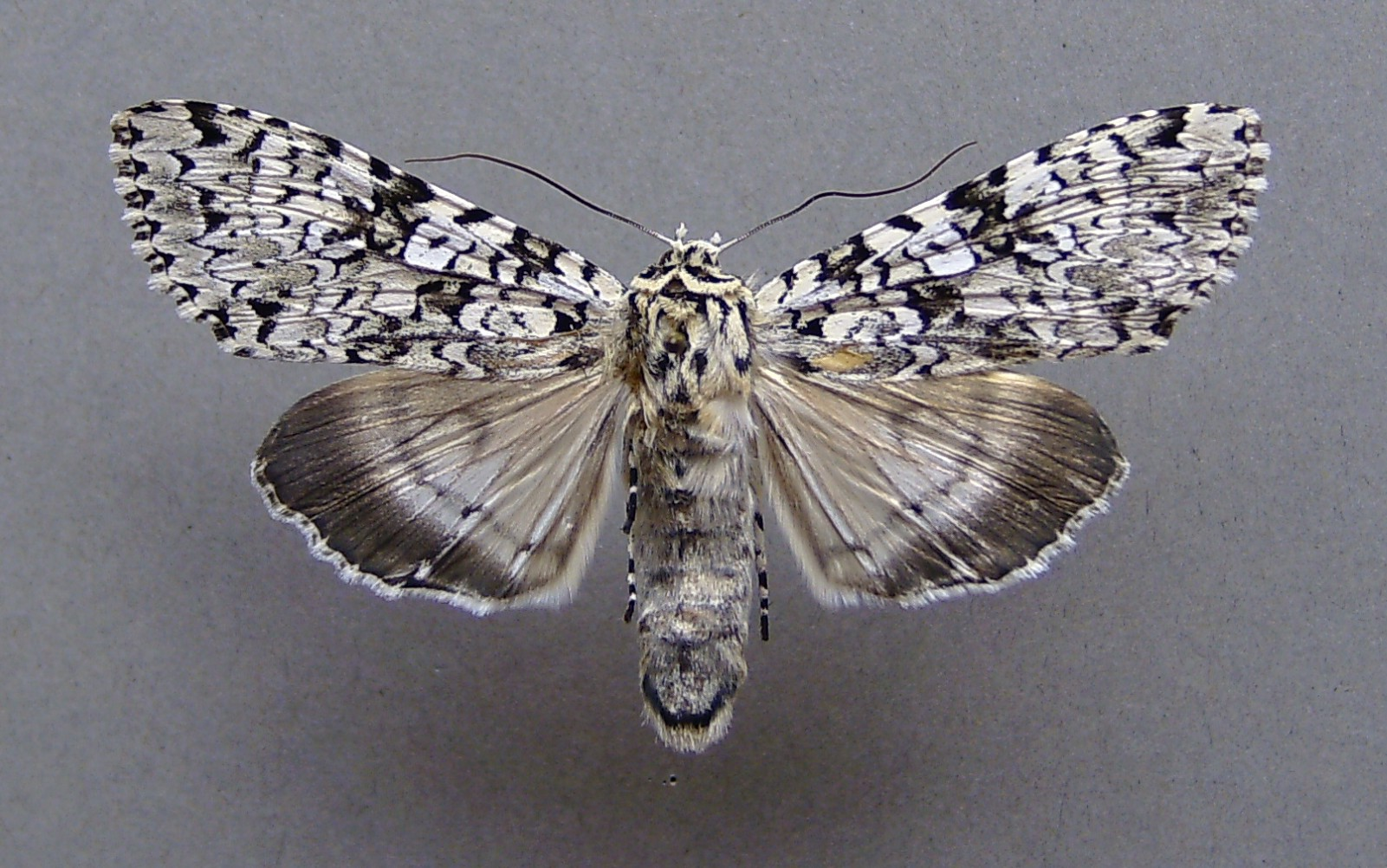
Polia goliath
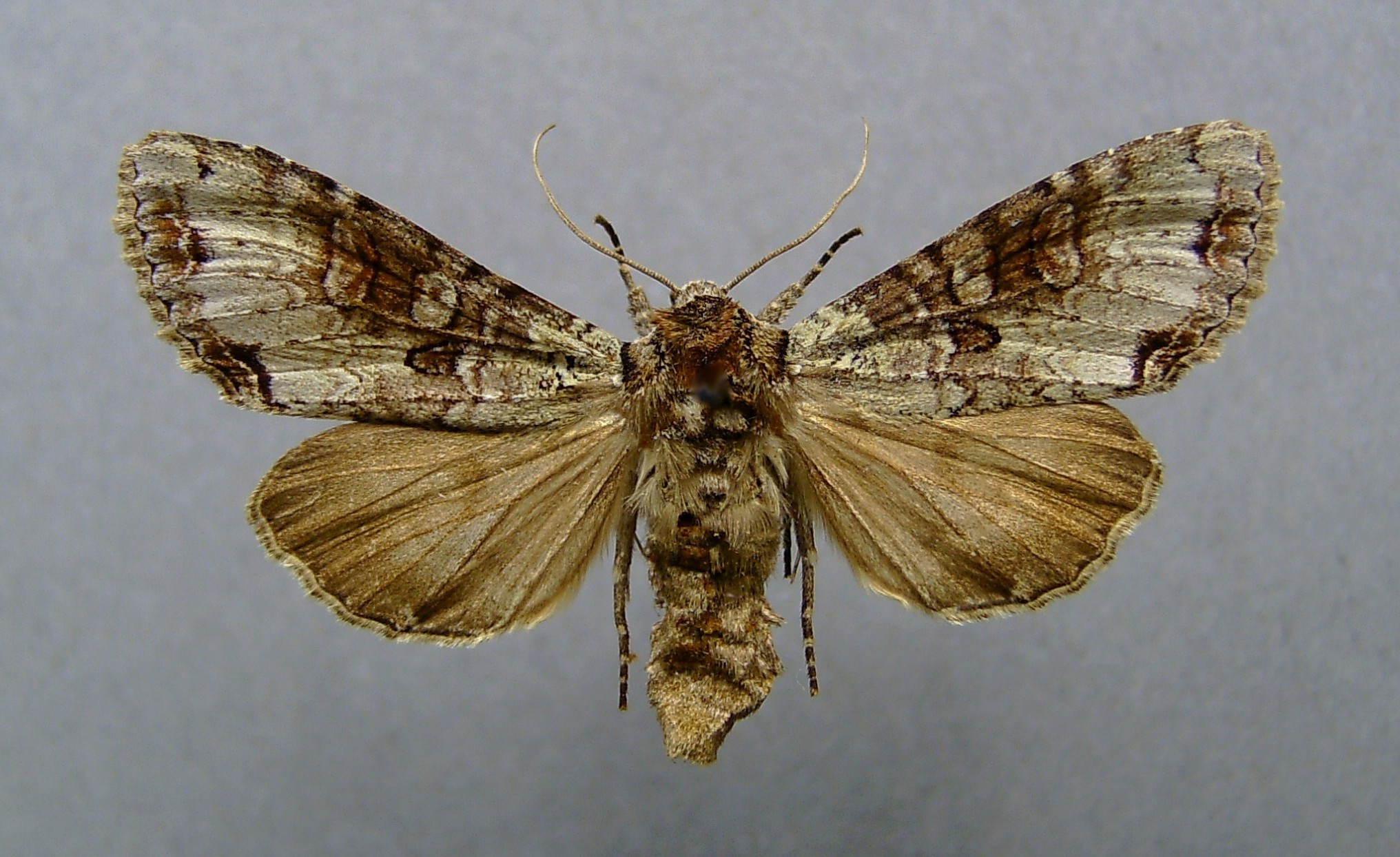
Polia hepatica
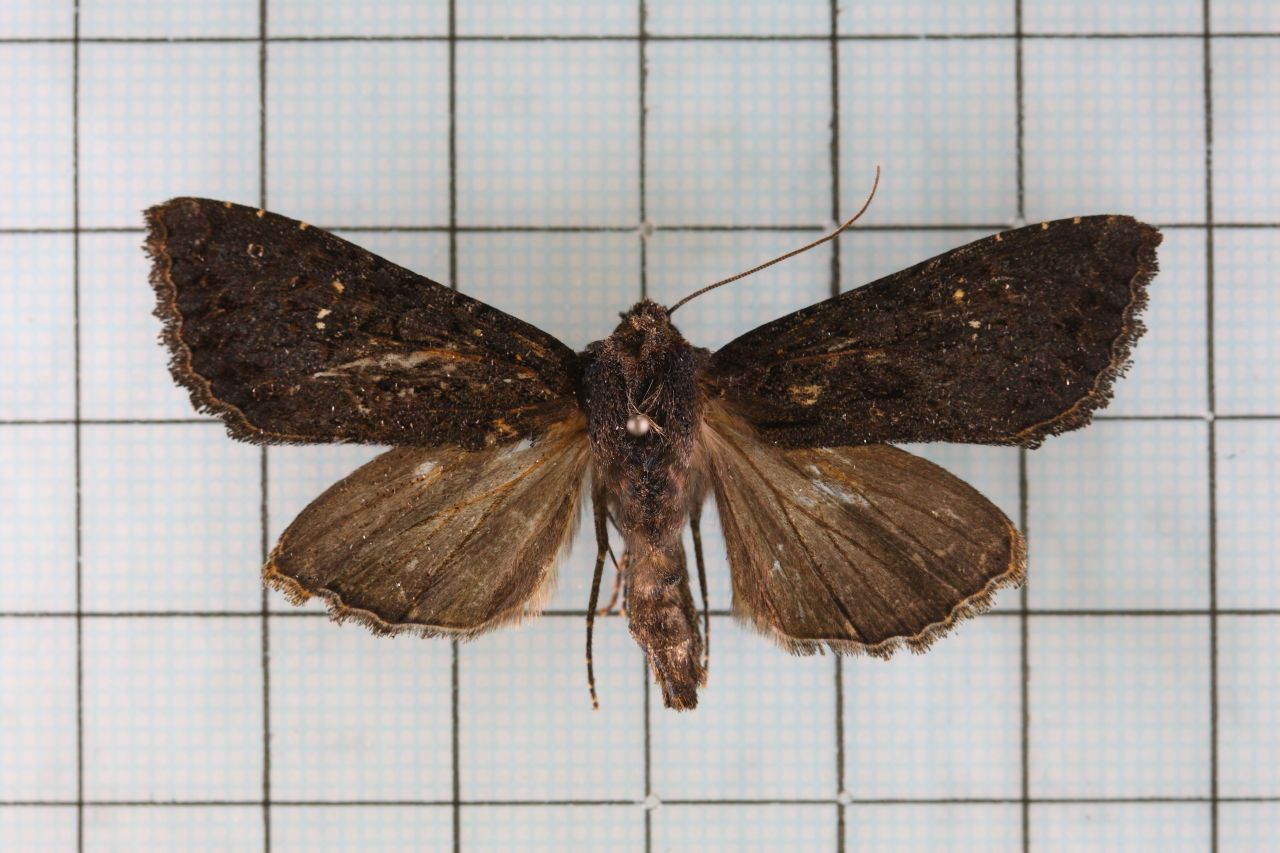
Polia mortua
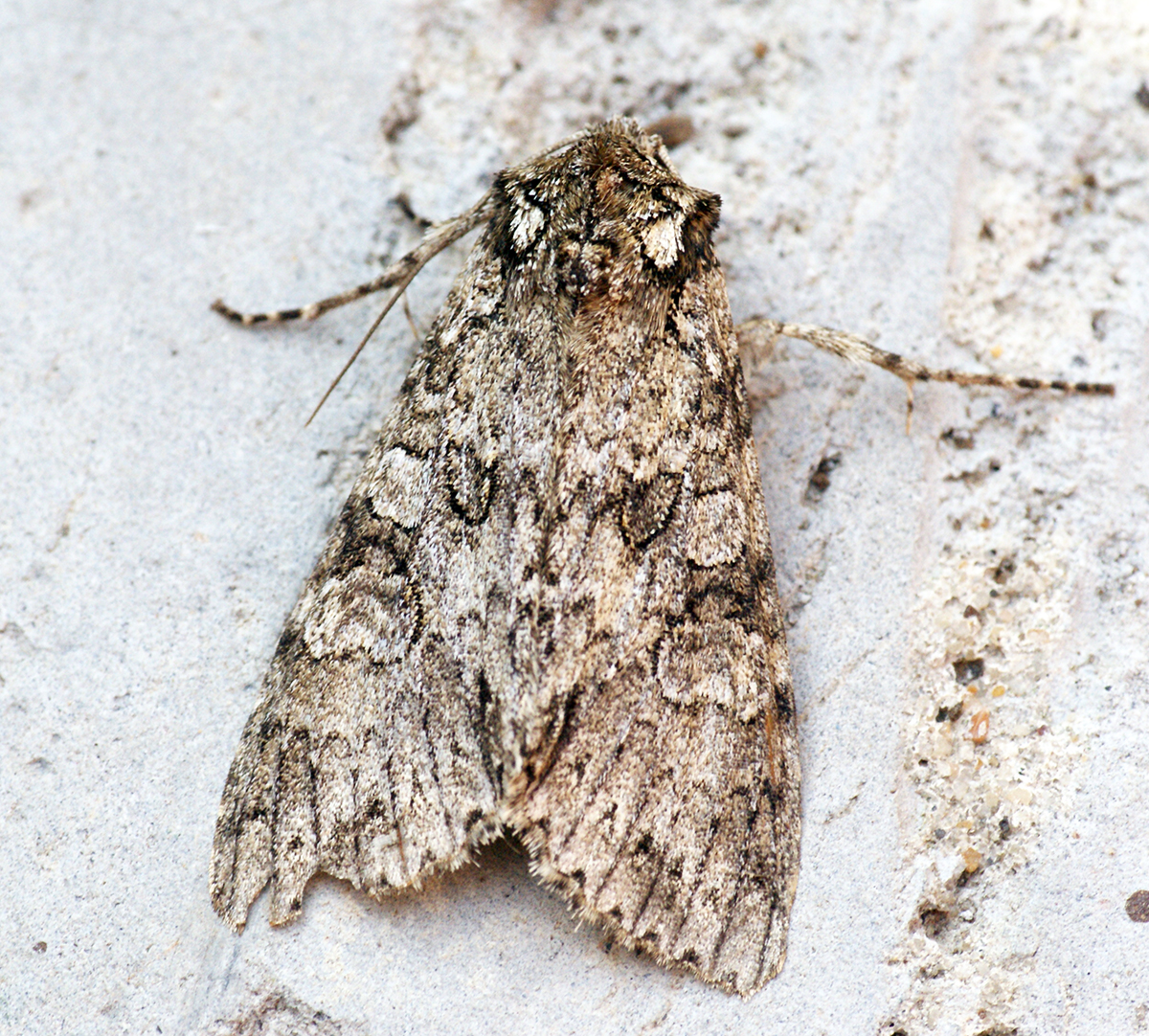
Polia nebulosa
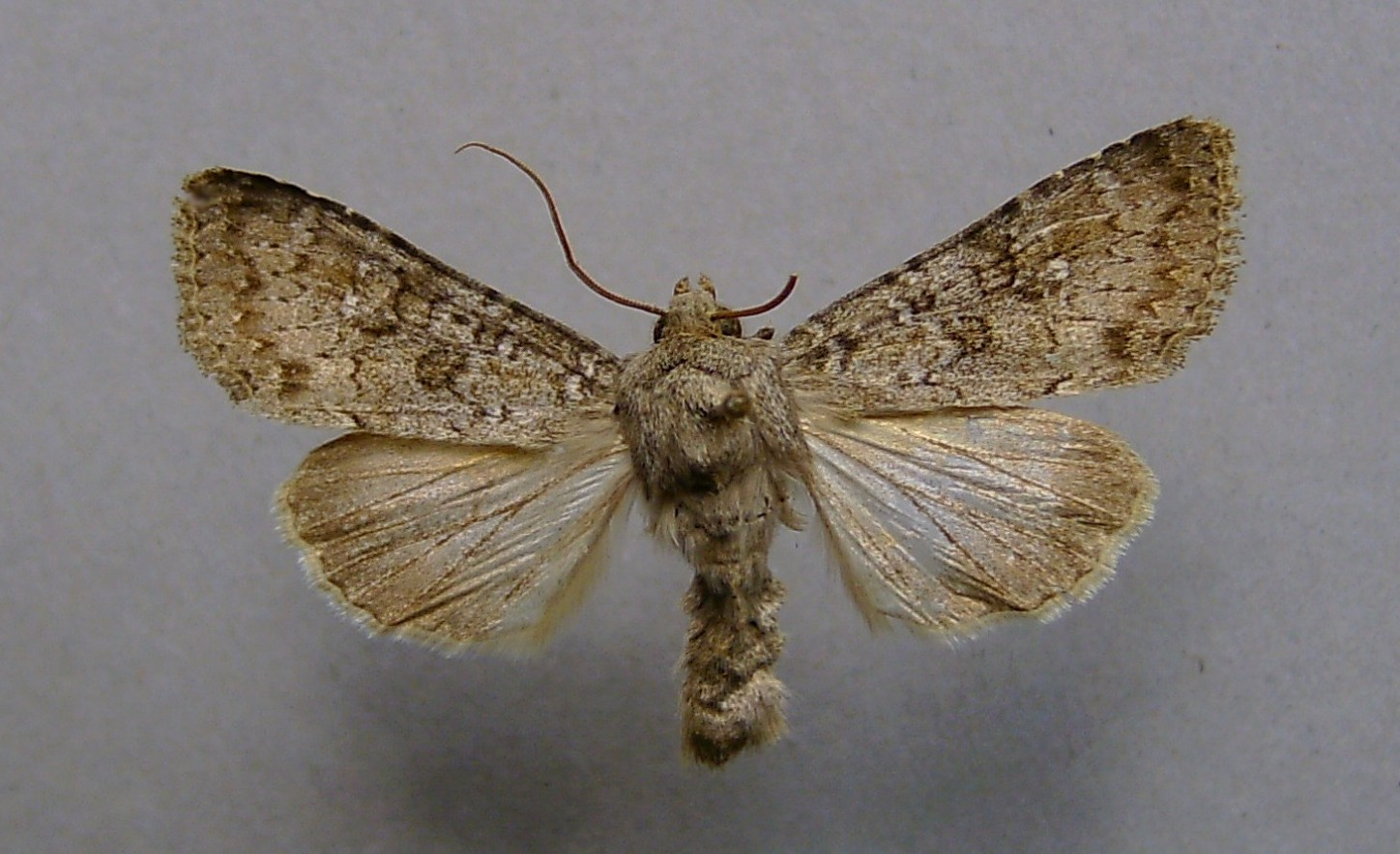
Polia serratilinea

### Fordítás
- Ez a szócikk részben vagy egészben  a   Polia (moth) című angol Wikipédia-szócikk ezen változatának fordításán alapul.  Az eredeti cikk szerkesztőit annak laptörténete sorolja fel. Ez a jelzés csupán a megfogalmazás eredetét és a szerzői jogokat jelzi, nem szolgál a cikkben szereplő információk forrásmegjelöléseként.